# Micropanope nuttingi
Micropanope nuttingi är en kräftdjursart som först beskrevs av M. J. Rathbun 1898.  Micropanope nuttingi ingår i släktet Micropanope och familjen Xanthidae. Inga underarter finns listade i Catalogue of Life.